# Columnea harrisii
Columnea harrisii là một loài thực vật có hoa trong họ Tai voi. Loài này được (Urb.) Britton ex Morton mô tả khoa học đầu tiên năm 1944.